# أنجيلا كوفاتش
أنجيلا كوفاتش (بالسويدية: Angela Kovács) هي ممثلة سويدية، ولدت في 23 مايو 1964 في السويد.

## وصلات خارجية
- أنجيلا كوفاتش على موقع IMDb (الإنجليزية)
- أنجيلا كوفاتش على موقع أول موفي (الإنجليزية)
- أنجيلا كوفاتش على موقع قاعدة بيانات الأفلام السويدية (السويدية)
- أنجيلا كوفاتش على موقع قاعدة بيانات الفيلم (الإنجليزية)
- أنجيلا كوفاتش على موقع كينوبويسك (الروسية)